# سینمای آفریقای مرکزی
سینمای آفریقای مرکزی یا سینمای مرکزآفریقا به بدنه سینمایی، تاریخ سینما و تولید فیلم‌های مستقل یا مشترک در این منطقه اشاره دارد. سینمای این منطقه شامل کشورهای جمهوری آفریقای مرکزی، جمهوری دموکراتیک کنگو، چاد و کامرون است. سینمای آفریقای مرکزی بخشی از سینمای آفریقا محسوب می‌شود که خود، زیرمجموعه سینمای جهان است؛ اصطلاحی که در دنیای انگلیسی‌زبان، به هر فیلمی که زبانی غیر از انگلیسی دارد، گفته می‌شود.
بضاعت سینما در مرکز آفریقا نسبت به دیگر مناطق این قاره بسیار خرد است. فقر و کمبود سرمایه که حاصل جنگ‌های داخلی و درگیری‌های قومیتی و خارجی بوده اصلی‌ترین دلیل کوچک ماندن سینمای آفریقای مرکزی است. در حال حاضر سینمای چاد روند رو به رشدی دارد و با سینمای کامرون به تولید مشترک می‌پردازد. سینمای نیجریه نیز در تولید مشترک با کشورهای مرکزی آفریقا پیشقدم است.